# Socket SP3
Socket SP3是一種AMD設計的處理器插座，適用於LGA封裝的AMD Epyc系列，於2017年6月20日發表。

## 技術概況
本插座有4,094個接觸腳位，處理器基板上也有4,094個觸點。支援雙路Infinity Fabric、128個PCIe通道、八通道（每通道64位元寬度）DDR4 UDIMM/RDIMM/LRDIMM模組（可帶ECC）、SATA/SATA Express等多種協定及規格的匯流排。可承受的热设计功耗可達180W+，最多可配置成雙處理器規格。
Socket SP3的處理器，目前發表的全數是多晶片模組封裝，將4顆8核心的晶片安裝於一塊處理器基板上，之間使用Infinity Fabric連接。由於本身Epyc處理器已經是除了沒有內建GPU以外，包含存儲控制器的半SoC規格，伺服器主機板上可選擇安裝晶片組與否。由於高度集成以及高規格，每個處理器插座需配備兩隻8針CPU供電。散熱器規格不同於、也不相容於舊有的Socket G34/C32。
Socket SP3僅用於伺服器及工作站平台。由Socket SP3衍生而來的Socket TR4（或稱Socket SP3r2），用於AMD的桌上型極致效能平台（Ryzen ThreadRipper系列），儘管匯流排規格有所刪減，Socket TR4與Socket SP3也不能相互相容，但TR4的物理規格與SP3是相同的，散熱器可共通。